# Episodi di The Americans (quinta stagione)

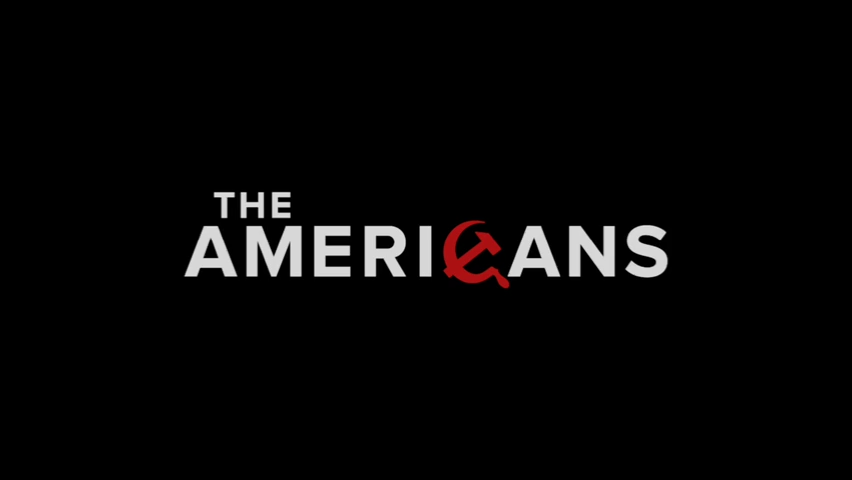
Logo della serie televisiva

La quinta stagione della serie televisiva The Americans è stata trasmessa in prima visione assoluta negli Stati Uniti d'America dal canale via cavo FX dal 7 marzo al 30 maggio 2017.
In Italia la stagione è stata trasmessa in prima visione satellitare da Fox, canale a pagamento della piattaforma Sky, dal 19 giugno all'11 settembre 2017.
| nº | Titolo originale               | Titolo italiano                    | Prima TV USA   | Prima TV Italia   |
| -- | ------------------------------ | ---------------------------------- | -------------- | ----------------- |
| 1  | Amber Waves                    | Distese ambrate (di grano)         | 7 marzo 2017   | 19 giugno 2017    |
| 2  | Pests                          | Contaminazione                     | 14 marzo 2017  | 26 giugno 2017    |
| 3  | The Midges                     | Insetti                            | 21 marzo 2017  | 3 luglio 2017     |
| 4  | What's the Matter with Kansas? | Cos'è che non va con il Kansas?    | 28 marzo 2017  | 10 luglio 2017    |
| 5  | Lotus 1-2-3                    | Lotus 1-2-3                        | 4 aprile 2017  | 17 luglio 2017    |
| 6  | Crossbreed                     | Ibridi                             | 11 aprile 2017 | 24 luglio 2017    |
| 7  | The Committee on Human Rights  | La commissione per i diritti umani | 18 aprile 2017 | 31 luglio 2017    |
| 8  | Immersion                      | Addestramento                      | 25 aprile 2017 | 7 agosto 2017     |
| 9  | IHOP                           | La casa del pancake                | 2 maggio 2017  | 14 agosto 2017    |
| 10 | Darkroom                       | Camera oscura                      | 9 maggio 2017  | 21 agosto 2017    |
| 11 | Dyatkovo                       | Il dubbio                          | 16 maggio 2017 | 28 agosto 2017    |
| 12 | The World Council of Churches  | Madre patria                       | 23 maggio 2017 | 4 settembre 2017  |
| 13 | The Soviet Division            | La divisione sovietica             | 30 maggio 2017 | 11 settembre 2017 |

## Distese ambrate (di grano)
- Titolo originale: Amber Waves
- Diretto da: Chris Long
- Scritto da: Joel Fields & Joe Weisberg

### Trama
Philip ed Elizabeth iniziano una nuova missione con Tuan, loro "figlio", con lo scopo di spiare un disertore sovietico di nome Morozov, sua moglie Evgheniya e il loro figlio Pasha; l'uomo è un esperto di agricoltura e sembra intenzionato a collaborare con il governo americano. I Jenning continuano a disapprovare la relazione tra Paige e Matthew. Quando Paige confessa a sua madre le sue paure, Elizabeth decide di darle alcune lezioni di autodifesa. Oleg è tornato a Mosca, dove gli è stato assegnato un nuovo lavoro: è a capo di un'investigazione sulla corruzione in ambito alimentare, un compito pericoloso sia psicologicamente che fisicamente. Mischa lascia l'Unione Sovietica con i documenti falsi lasciategli dalla madre, ciò desta la preoccupazione di Claudia e Gabriel, i quali pensano che il ragazzo sia intenzionato a ritrovare suo padre. Il KGB ingaggia i Jenning, Hans e altri tre uomini per riesumare il corpo infetto di William, così da prelevare un campione del Virus Lassa. Dopo aver scavato un'enorme buca, il gruppo riesce a riesumare il cadavere, nel silenzio più completo. Durante la missione, Hans inciampa nella tomba e si ferisce a una mano. Sapendo che ormai il ragazzo è stato infettato, Elizabeth lo uccide.

## Contaminazione
- Titolo originale: Pests
- Diretto da: Chris Long
- Scritto da: Joel Fields & Joe Weisberg

### Trama
Gabriel ordina a Elizabeth di seguire Morozov in Illinois, per scoprire se l'uomo stia aiutando il governo americano nella creazione di un'arma batteriologica capace di infettare le riserve di grano che gli Stati Uniti inviano in Unione Sovietica. In una serra, la donna trova milioni di insetti intenti a divorare il grano. Mentre Paige cerca di districarsi nella sua difficile situazione, Elizabeth è stufa di utilizzare un approccio troppo morbido e insegna alla figlia una tecnica di rilassamento. Stan inizia una nuova storia d'amore con Renée, una donna incontrata in palestra. Sul fronte lavorativo, l'uomo viene a conoscenza di un preoccupante piano della CIA per ricattare Oleg e cerca di bloccare l'operazione. I Jenning si chiedono se valga la pena uccidere Morozov e, nel frattempo, si avvicinano a Tuan.

## Insetti
- Titolo originale: The Midges
- Diretto da: Stefan Schwartz
- Scritto da: Tracey Scott Wilson

### Trama
Paige mette in pratica la nuova tecnica insegnatale dalla madre quando Matthew le fa domande sulla sua vita. Dennis e Stan cercano nuove reclute, senza ottenere risultati. Il viaggio di Misha prende una piega inaspettata a Lubiana, quando scopre che l'uomo che doveva incontrare è in prigione. Oleg mette in pratica le nuove norme anti-corruzione in un supermercato sovietico, dove Martha sta facendo la spesa. Dopo aver rifiutato un incontro con un uomo che sostiene di essere amico di Stan, a Oleg viene consegnata una registrazione che lo incriminerebbe qualora fosse resa pubblica. Philip ed Elizabeth decidono di condividere con Paige alcune informazioni sulla loro missione, sperando che la ragazza diventi più coinvolta nel loro lavoro, così da non preoccuparsi riguardo alla doppia vita dei genitori. I Jenning sono inviati a Oklahoma City, dove gli insetti vengono allevati e studiati. I due sono costretti a uccidere un inconsapevole biologo dopo aver ottenuto delle informazioni cruciali da lui.

## Cos'è che non va con il Kansas?
- Titolo originale: What's the Matter with Kansas?
- Diretto da: Gwyneth Horder-Payton
- Scritto da: Peter Ackerman

### Trama
Dopo la loro missione in Oklahoma, Philip ed Elizabeth ricevono un nuovo compito a Topeca, Kansas: devono sedurre due persone coinvolte nel progetto agricolo per estorcere nuove informazioni. In un bar, Morozov parla a Philip dei problemi riguardanti l'agricoltura sovietica. Oleg racconta delle minacce ricevute a sua madre, che gli confessa di aver passato 5 anni in un Gulag. Stan promette di rivelare alla stampa di aver ucciso Vlad, se la CIA dovesse continuare nel suo piano ai danni di Oleg. Dopo aver attraversato il confine jugoslavo, Misha arriva in Austria dove prende un volo diretto all'aeroporto John F. Kennedy di New York. Nel frattempo, durante il suo lavoro come babysitter per la figlia del Pastore Tim, Paige trova e legge il diario segreto dell'uomo. La sua intraprendenza viene lodata, ma allo stesso tempo rimproverata, da Elizabeth, che propone a Philip di usare ciò che l'uomo ha scritto a loro vantaggio.

## Lotus 1-2-3
- Titolo originale: Lotus 1-2-3
- Diretto da: Noah Emmerich
- Scritto da: Joshua Brand

### Trama
Philip ed Elizabeth iniziano la loro missione con Deirdre e Ben a Topeka. In Russia, Oleg continua le sue indagini sulla corruzione nel campo alimentare, mentre la CIA abbandona la sua missione. Evgheniya rivela a Elizabeth di aver programmato un colloquio di lavoro per diventare insegnante di russo per il governo americano. Dopo aver discusso con Claudia i rischi inerenti a un possibile incontro tra Philip e Misha, Gabriel rivela al ragazzo che l'incontro con suo padre non può avvenire. Stan si gode la sua nuova storia con Renée, anche se Philip sospetta che la donna possa in realtà essere una spia del KGB. I Jenning scoprono con loro sorpresa che Henry è un prodigio della matematica, ma il ragazzo è indispettito dal loro stupore. Paige rivela al padre di avere dei dubbi circa la sua relazione con Matthew e la sua vita amorosa in generale. Elizabeth scopre che il Centro ha commesso un errore madornale quando Ben le spiega che la compagnia per cui lavora sta sviluppando un piano per la creazione di un grano resistente ai parassiti. Quando rivela l'errore a suo marito, Philip è sopraffatto dai sensi di colpa per aver ucciso il biologo innocente e giura a se stesso che ciò non accadrà più.

## Ibridi
- Titolo originale: Crossbreed
- Diretto da: Roxann Dawson
- Scritto da: Stephen Schiff

### Trama
Gabriel affida a Elizabeth un nuovo compito: prelevare un campione del grano resistente ai parassiti da Ben. Dopo aver comunicato a Claudia che Misha è tornato in Unione Sovietica, Gabriel rivela ai Jenning di essere intenzionato a tornare in Russia e che il Centro metterà sempre in dubbio la lealtà di Philip. Dmitri, il bersaglio delle indagini di Oleg, confessa la sua colpevolezza ma si rifiuta di rivelare i nomi dei suoi capi. In un parco, Dennis e Stan avvicinano una donna sovietica, Sofia, che sembra interessata a diventare una fonte dell'FBI. Oleg brucia la registrazione che la CIA gli ha consegnato. Mentre i flashback della sua infanzia continuano, Philip scopre da Gabriel che suo padre era una guardia di un Gulag siberiano. I Jenning permettono a Paige di conoscere Gabriel prima che questo vada definitivamente in pensione.

## La commissione per i diritti umani
- Titolo originale: The Committee on Human Rights
- Diretto da: Matthew Rhys
- Scritto da: Hilary Bettis

### Trama
Paige incontra Gabriel e scopre che l'uomo è stato un membro segreto della famiglia Jenning in tutti questi anni. La ragazza rivela al Pastore Tim di aver trovato il suo scopo nella vita e, successivamente, decide di rompere con Matthew. Philip ed Elizabeth seguono Ben in Mississippi e riescono a rubare un campione del grano che consegnano poi a Gabriel; durante la missione, i due scoprono che Ben ha un'altra donna. Elizabeth ruba un file dall'archivio di uno psichiatra contenente i nomi e gli indirizzi di dissidenti sovietici. Dennis e Stan incontrano ancora Sofia; la donna lavora per la TASS, un'agenzia d'informazione sovietica. L'agent Wolfe rivela la decisione della CIA riguardo ad Oleg e Stan racconta una versione generale della storia a Renée. Oleg trova i file del KGB riguardo all'imprigionamento di sua madre in un Gulag. Durante i loro saluti, Philip chiede a Gabriel se Renée è "una di noi", ma Gabriel non crede alla sua teoria. L'uomo rivela inoltre a Philip che aveva ragione a voler tenere Paige lontana dal mondo dello spionaggio.

## Addestramento
- Titolo originale: Immersion
- Diretto da: Kevin Bray
- Scritto da: Tracey Scott Wilson

### Trama
Alcuni agenti del KGB perlustrano la camera da letto di Oleg. Evgheniya racconta a Elizabeth che a breve dovrà partecipare a un evento di "immersione nella lingua" con i suoi studenti, ma i Jenning scoprono che la donna si incontra solo con uno di loro, con cui ha una relazione extraconiugale. Elizabeth decide di saltare la sua visita in Kansas; per solidarietà alla moglie, anche Philip chiama Deirdre per rimandare il loro appuntamento, ma la donna gli comunica di voler interrompere la loro relazione. Stan e Dennis incontrano Sofia e decidono i modi e i tempi del loro accordo. Claudia prende il posto di Gabriel ed Elizabeth cerca di accettare questo cambiamento. Durante una lezione di autodifesa, Elizabeth rivela a Paige di essere stata stuprata. Mentre i Jenning conversano con Stan, Henry invita a casa alcuni amici, tra cui "Chris", una ragazza di cui è infatuato. I Jenning e Tuan decidono di intervenire per aumentare gli atti di bullismo ai danni di Pasha, così che Evgheniya decida di riportare il figlio a Mosca. Dopo aver parlato con Elizabeth, Philip riesce a catturare di nuovo l'interesse di Deirde rivelandole di essere sposato.

## La casa del pancake
- Titolo originale: IHOP
- Diretto da: Dan Attias
- Scritto da: Peter Ackerman

### Trama
Henry rivela ai suoi genitori di volersi iscrivere in una prestigiosa scuola privata nel New England, che verrà frequentata anche da Chris. Philip incontra Kimmy e recupera le registrazioni di suo padre, con cui scopre che il governo sovietico potrebbe aver usato il virus Lassa in Afghanistan contro i ribelli sostenuti dagli americani. Philip incontra anche un altro agente di Gabriel, un prete russo di nome Padre Andrei. A Mosca, Gabriel incontra una reticente Martha. L'agente Wolfe mostra a Stan le prove che dimostrano che il KGB è responsabile della morte di Gaad e sostiene che gli Stati Uniti debbano continuare il loro piano ai danni di Oleg. Stan decide di incontrare la vedova di Gaad, la quale gli rivela che il marito avrebbe voluto ottenere vendetta. Nel frattempo, Oleg viene interrogato circa la sua relazione con Stan e Nina. Una volta tornato a casa, parla con suo padre degli anni in cui la madre è stata rinchiusa nel Gulag. Successivamente, Oleg convince Dmitri a rivelargli i nomi dei suoi complici; l'uomo fa il nome di Lydia. Elizabeth decide di passare la notte da Tuan, ma il ragazzo non torna a casa. Insieme ad altri agenti, i Jenning decidono di controllare i suoi movimenti e lo seguono fino a Harrisburg, Pennsylvania, dove il ragazzo entra in un ristorante. Interrogato e minacciato con una pistola, Tuan rivela ai Jenning che si sta tenendo in contatto con la sua famiglia d'adozione e prega i due di non fare rapporto.

## Camera oscura
- Titolo originale: Darkroom
- Diretto da: Sylvain White
- Scritto da: Stephen Schiff

### Trama
Quando il piano di Tuan ai danni di Pasha sembra funzionare, Morozov rivela a Philip di sentire la mancanza di casa, mentre Evgheniya parla a Elizabeth della sua infelicità. Dopo aver ricevuto un messaggio cifrato da Philip, Tatiana avvicina Evgheniya e la rassicura che qualora la sua famiglia volesse tornare in Unione Sovietica non subirà alcuna ripercussione. Leggendo ancora il diario del Pastore Tim, Paige scopre ciò che l'uomo pensa veramente di lei e ne rimane dispiaciuta. Claudia rivela ai Jenning di non essere a conoscenza dell'utilizzo del virus Lassa da parte dell'esercito sovietico e chiede ai due di portare avanti le loro relazioni amorose a Topeka finché gli scienziati sovietici non avranno completato il loro lavoro sul grano. I Jenning chiedono al Centro di offrire un lavoro allettante al Pastor Tim, così da costringerlo a trasferirsi fuori dagli Stati Uniti. Sofia rivela a Stan e Dennis che Gennadi, un'ex star dell'hockey sovietico con cui ha una relazione, è stato ingaggiato per portare negli Stati Uniti dei documenti diplomatici altamenti confidenziali; i due cercano di trovare il modo per entrare in possesso di tali documenti. Durante una cerimonia segreta, Padre Andrei sposa Elizabeth e Philip con i loro veri nomi, Nadezhda e Misha. Paige fotografa il diario del Pastore Tim e i suoi genitori sono sconvolti nel leggere le pagine dove l'uomo definisce "mostruoso" il loro comportamento nei confronti della figlia.

## Il dubbio
- Titolo originale: Dyatkovo
- Diretto da: Steph Green
- Scritto da: Joshua Brand

### Trama
Philip dice a Henry che, se ammesso, potrà frequentare la scuola privata. Claudia affida ai Jenning una nuova missione: rintracciare una donna che vive nella periferia di Boston che in realtà potrebbe essere Anna, una collaboratrice russa dei nazisti durante la Seconda guerra mondiale. La donna rivela inoltre ai due che i Sovietici hanno trasformato il virus Lassa in un'arma batteriologica. Philip ed Elizabeth le confidano che Paige è d'accordo nel far allontanare il Pastore Tim. Henry visita il dipartimento di controspionaggio dell'FBI dove lavora Stan per un compito scolastico. Oleg e il suo partner svolgono delle indagini su Lydia e trovano un registro dove la donna ha riportato tutte le sue attività. Quando i due le rivelano i risultati delle loro indagini, Lydia non si dimostra affatto intimorita, pur sapendo che verrà arrestata. Minacciata da Philip ed Elizabeth, Anna rivela ai due e a suo marito di essere stata una collaborazionista, poiché spinta dalla paura dopo che i nazisti avevano brutalmente ucciso la sua famiglia. Poiché Philip si mostra esitante, Elizabeth uccide Anna e suo marito. Più tardi, una volta saliti in macchina Elizabeth rivela al marito di voler tornare "a casa".

## Madre patria
- Titolo originale: The World Council of Churches
- Diretto da: Nicole Kassell
- Scritto da: Joel Fields & Joe Weisberg

### Trama
Il Pastore Tim rivela a Paige di aver accettato un lavoro a Buenos Aires e che partirà fra due mesi. Oleg viene nuovamente interrogato sulla sua relazione con Stan e Tatiana e sul rapimento di William, ma sostiene di non sapere nulla. Successivamente, Oleg chiede che il KGB non prenda nessun provvedimento contro i suoi informatori, per poi scoprire che non ci saranno ripercussioni nemmeno sui capi della truffa. I Jenning rivelano a Claudia di voler tornare nell'Unione Sovietica con i loro figli. Evgheniya dice a Elizabeth che suo marito non vuole tornare a Mosca nonostante i problemi del figlio; scoperto ciò, Elizabeth spinge Tuan a ideare un nuovo piano. Sofia presenta inaspettatamente il suo fidanzato, Gennadi, a Stan e Dennies; l'uomo sembra sapere tutto sul lavoro che i tre stanno svolgendo e i due agenti pensano che la copertura di Sofia sia ormai saltata. I Jenning chiedono al Pastore Tim se Paige e Henry potrebbero mai trovarsi a loro agio nell'Unione Sovietica. Henry, aiutato da Chris, prepara una cena per i suoi genitori per ringraziarli di aver accettato di mandarlo alla scuola privata, ma Paige capisce che qualcosa non va. Tuan rivela ai Jenning che ha convinto Pasha a tagliarsi le vene per spingere i suoi genitori a tornare a Mosca. Quando Morozov non risponde al telefono, Philp, Elizabeth e Tuan si recano a casa sua, pur sapendo che questa è sorvegliata dall'FBI.

## La divisione sovietica
- Titolo originale: The Soviet Division
- Diretto da: Chris Long
- Scritto da: Joel Fields & Joe Weisberg

### Trama
I Jenning e Tuan trovano Pasha ferito ma vivo. Dopo il tentato suicidio del figlio, Evghenyia decide di riportarlo a Mosca senza suo marito. Ormai conclusa la loro missione, Tuan critica i Jenning per la loro mentalità "piccolo borghese" ed Elizabeth gli rivela che l'unico modo per vivere una vita come la loro è condividerla con un partner. Gennadi riesce a superare la macchina della verità dell'FBI. Renée si trasferisce da Stan poiché il suo appartamento si è allagato e cerca di convincerlo a non lasciare il dipartimento di controspionaggio. A Mosca, dopo essersi consultato con Gabriel, l'insegnante di russo di Martha rivela alla donna che potrà adottare una bambina di nome Olya. Philip ed Elizabeth decidono di tornare a casa nell'Unione sovietica insieme ai loro figli, che non sanno ancora nulla dei loro piani. Henry e Chris vengono ammessi alla scuola privata, ma Philip dice al figlio che non potrà andarci, senza fornirgli alcuna spiegazione. Paige continua il suo allenamento con Elizabeth. Philip rivela a Kimmy di aver trovato un nuovo lavoro fuori dagli Stati Uniti, per poi scoprire che il padre della ragazza, Isaac, è stato promosso a capo della divisione sovietica della CIA. Sia Philip che Elizabeth decidono di restare negli Stati Uniti per continuare la loro missione con il padre di Kimmy, ma Elizabeth decide che si occuperà da sola delle nuove operazioni.